# 維普切

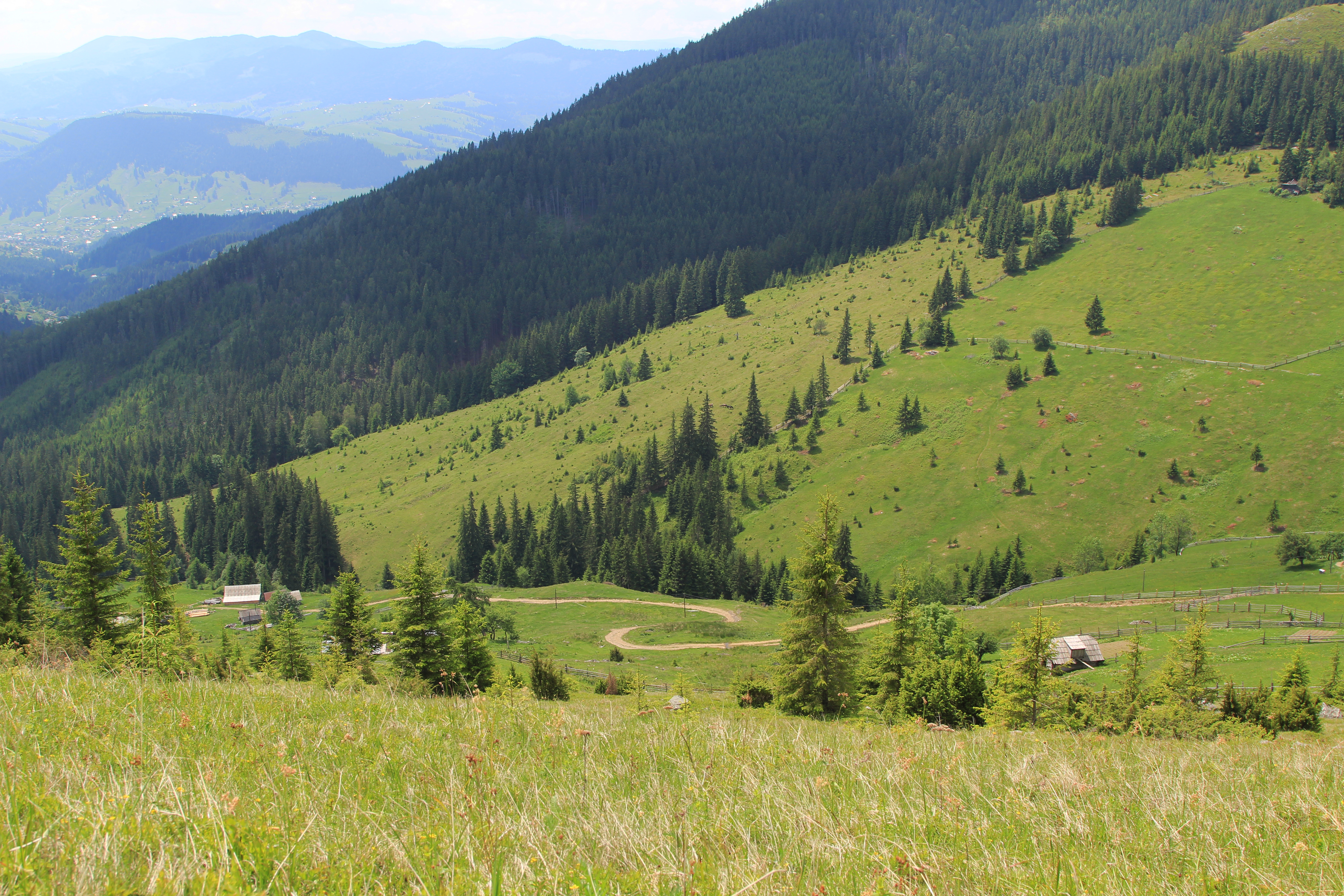

維普切（烏克蘭語：Віпче），是烏克蘭的村落，位於該國西部伊萬諾-弗蘭科夫斯克州，由韋爾霍維納區負責管轄，面積1平方公里，2001年人口227，人口密度每平方公里227人。
48°12′6″N 24°47′35″E / 48.20167°N 24.79306°E